# 백선행
백선행(白善行, 1848년 11월~1933년 5월 8일)은 조선의 기업가, 사회적 기업가 및 여성 사업가이다.

## 생애
조선 말기에 이름 없이 태어나 아가, 새댁, 그리고 과부라는 명칭으로 불려왔다고 한다. 선행이라는 이름은 그녀가 기업가로서 하였던 활동 때문에 자연스럽게 불린 것이다. 조선민주주의인민공화국에서는 그녀가 평양 중구역 중성동에서 태어났다고 하지만, 대한민국에서는 경기도 수원에서 태어났다고 알려져 있다.
배우자 안재욱과 혼인한지 2년만인 16세의 나이로 과부가 되었고, 그 이후의 삶에서도 억척같이 살면서 돈을 적게 썼다. 기업가로서 다양한 자선 사업을 하였다고 잘 알려져 있다. 환갑을 맡이하여 평안남도 대동군 객산리에 백선교라는 다리를 건설하는데 자금을 지원하기도 하였다. 또한 교육에도 관심이 많아서 광성보통학교, 숭현여학교, 숭인상업학교, 창덕보통학교 등에 자금을 지원하였다. 백선행의 다양한 공헌 중 잘 알려진 것은 대표적으로 오늘날 평양시 중구역 대동문동에 있는 백선행기념관(설립 당시 공회당)이다. 당시 평양의 독립운동가였던 조만식이 대공회당 설립을 요청하였다고 한다. 어디에서 태어났든, 아무튼 인생의 대부분을 평양에서 지냈으며, 평양에서 눈을 감았다.
조선민주주의인민공화국 김일성 정권에서는 그녀를 애국심이 없고 인색한 보통 자본가의 모습과 대비시켜 좋은 자본가로 묘사했다. 김일성은 1992년 회고록에 어떤 사람들은 그녀가 일제 강점기에 돈을 모을 수 있었던 것 때문에 전쟁 영웅으로 존경했다고 썼다. 2006년 7월 평양에 그녀의 기념비가 재발견되고 복원되었다. 그녀가 태어나 짦은 유년기를 보냈던 경기도 수원시 남문시장에도 그녀를 기념하기 위한 작은 흉상이 세워져있다.